# Widrańce
Widrańce (lit. Ūdronys) − wieś na Litwie, w rejonie solecznickim, 7 km na wschód od Turgieli, zamieszkana przez 42 ludzi. Przed II wojną światową w Polsce, w powiecie wileńsko-trockim województwa wileńskiego.